# Joshua Higgason
Joshua Higgason (geboren in Colorado) ist ein US-amerikanischer Videodesigner.

## Leben
Higgason studierte Geschichte am Colorado College. Er lebt heute in New York und ist als Designer für Video und interaktive Medien tätig. Seine künstlerische Arbeit begann im experimentellen Theater und der experimentellen Kunst, mit Compagnien wie The Builders Association und Big Dance Theater. Eine langjährige Zusammenarbeit verbindet ihn mit dem Songwriter und Sänger Sufjan Stevens und mit dem Stückeschreiber und Regisseur Jay Scheib. Die Arbeit mit diesen beiden Künstlern führte ihn auch in große Häuser wie die Brooklyn Academy of Music oder die New York City Opera, wo er im Februar 2013 an der Neuproduktion der Oper Powder Her Face von Philip Hensher und Thomas Adès beteiligt war. Auch war er zuständig für Set- und Videodesign der US-Tourneen von Radiolab.
Regelmäßig arbeitet er mit Candystations (Visual Performance Design) und The Windmill Factory zusammen und gestaltet Visuals für Konzerte des Festivals SXSW, der kanadischen Rockband Metric, des Folk-Rock-Sängers Ray LaMontagne, von Sufjan Stevens und dem Alternative Country Singer M. Ward. 2015 verpflichteten ihn die Salzburger Festspiele für eine Neufassung der Dreigroschenoper von Brecht und Weill, inszeniert von Julian Crouch und Sven-Eric Bechtolf.
Joshua Higgason unterrichtet Video-Design am Bennington College, an der New York University, der Long Island University, der Princeton University, am Massachusetts Institute of Technology sowie an der Duke University.